# Liste der Bodendenkmäler in Ipsheim
Auf dieser Seite sind die Bodendenkmäler in dem mittelfränkischen Markt Ipsheim zusammengestellt. Diese Tabelle ist eine Teilliste der Liste der Bodendenkmäler in Bayern. Grundlage ist die Bayerische Denkmalliste, die auf Basis des Bayerischen Denkmalschutzgesetzes vom 1. Oktober 1973 erstmals erstellt wurde und seither durch das Bayerische Landesamt für Denkmalpflege geführt wird. Die folgenden Angaben ersetzen nicht die rechtsverbindliche Auskunft der Denkmalschutzbehörde.

## Bodendenkmäler in Ipsheim
| Lage       | Objekt                                                                                      | Akten-Nr.     | Bild |
| ---------- | ------------------------------------------------------------------------------------------- | ------------- | ---- |
| (Standort) | Mittelalterlicher Burgstall.                                                                | D-5-6428-0064 |      |
| (Standort) | Burgstall des Mittelalters.                                                                 | D-5-6428-0065 |      |
| (Standort) | Mittelalterliche und frühneuzeitliche Befunde im Bereich der Evang.-Luth. Nebenkirche       | D-5-6428-0066 |      |
| (Standort) | Grabenwerk vor- und frühgeschichtlicher Zeitstellung.                                       | D-5-6428-0070 |      |
| (Standort) | Siedlung vor- und frühgeschichtlicher Zeitstellung.                                         | D-5-6428-0072 |      |
| (Standort) | Siedlung vorgeschichtlicher Zeitstellung.                                                   | D-5-6428-0143 |      |
| (Standort) | Siedlung vorgeschichtlicher Zeitstellung.                                                   | D-5-6428-0144 |      |
| (Standort) | Siedlung der späten Kaiserzeit.                                                             | D-5-6428-0145 |      |
| (Standort) | Siedlung vorgeschichtlicher Zeitstellung und der späten Kaiserzeit.                         | D-5-6428-0146 |      |
| (Standort) | Siedlung der späten Kaiserzeit.                                                             | D-5-6428-0147 |      |
| (Standort) | Siedlung vorgeschichtlicher Zeitstellung, der Urnenfelder- und Latènezeit                   | D-5-6428-0148 |      |
| (Standort) | Siedlung vorgeschichtlicher Zeitstellung und der Latènezeit.                                | D-5-6428-0149 |      |
| (Standort) | Siedlung der Spätlatènezeit.                                                                | D-5-6428-0150 |      |
| (Standort) | Siedlung vorgeschichtlicher Zeitstellung, Wüstung des Hochmittelalters.                     | D-5-6428-0151 |      |
| (Standort) | Siedlung vorgeschichtlicher Zeitstellung.                                                   | D-5-6428-0152 |      |
| (Standort) | Siedlung vorgeschichtlicher Zeitstellung und der Michelsberger Kultur.                      | D-5-6428-0175 |      |
| (Standort) | Siedlung vorgeschichtlicher Zeitstellung, des Neolithikums und der jüngeren Latènezeit.     | D-5-6428-0176 |      |
| (Standort) | Siedlung vorgeschichtlicher Zeitstellung und der römischen Kaiserzeit.                      | D-5-6428-0181 |      |
| (Standort) | Mittelalterliche und frühneuzeitliche Befunde im Bereich der Evang.-Luth. Pfarrkirche       | D-5-6428-0222 |      |
| (Standort) | Frühneuzeitliche Befunde im Bereich der Evang.-Luth. Friedhofkirche                         | D-5-6428-0223 |      |
| (Standort) | Mittelalterliche und frühneuzeitliche Befunde im Bereich der Evang.-Luth. Pfarrkirche       | D-5-6428-0226 |      |
| (Standort) | Mittelalterliche und frühneuzeitliche Befunde im Bereich der Evang.-Luth. Kirche St. Kilian | D-5-6428-0229 |      |
| (Standort) | Höhensiedlung mit Abschnittsbefestigung vor- und frühgeschichtlicher Zeitstellung.          | D-5-6428-0253 |      |
| (Standort) | Siedlung des frühen Mittelalters.                                                           | D-5-6428-0254 |      |
| (Standort) | Siedlung der Metallzeiten.                                                                  | D-5-6428-0259 |      |
| (Standort) | Siedlung des Neolithikums.                                                                  | D-5-6429-0018 |      |
| (Standort) | Siedlung des Neolithikums.                                                                  | D-5-6429-0020 |      |
| (Standort) | Siedlung des Neolithikums.                                                                  | D-5-6429-0021 |      |
| (Standort) | Freilandstation des Mesolithikums und Siedlung des Neolithikums.                            | D-5-6429-0024 |      |
| (Standort) | Grabenanlage vor- und frühgeschichtlicher Zeitstellung.                                     | D-5-6429-0025 |      |
| (Standort) | Freilandstation des Mesolithikums und Siedlung des Neolithikums.                            | D-5-6429-0026 |      |
| (Standort) | Freilandstation des Mesolithikums und Siedlung des Neolithikums.                            | D-5-6429-0027 |      |
| (Standort) | Freilandstation des Mesolithikums und Siedlung des Neolithikums.                            | D-5-6429-0028 |      |
| (Standort) | Freilandstation des Mesolithikums, Siedlung des Neolithikums und der Latènezeit.            | D-5-6429-0029 |      |
| (Standort) | Freilandstation des Mesolithikums und Siedlung des Neolithikums.                            | D-5-6429-0030 |      |
| (Standort) | Freilandstation des Mesolithikums.                                                          | D-5-6429-0031 |      |
| (Standort) | Freilandstation des Mesolithikums.                                                          | D-5-6429-0032 |      |
| (Standort) | Siedlung der Steinzeit.                                                                     | D-5-6429-0033 |      |
| (Standort) | Freilandstation des Mesolithikums und Siedlung des Neolithikums.                            | D-5-6429-0035 |      |
| (Standort) | Freilandstation des Mesolithikums und Siedlung des Neolithikums.                            | D-5-6429-0036 |      |
| (Standort) | Siedlung des Neolithikums und der Latènezeit.                                               | D-5-6429-0085 |      |
| (Standort) | Siedlung des Neolithikums.                                                                  | D-5-6429-0094 |      |
| (Standort) | Siedlung des Neolithikums.                                                                  | D-5-6429-0105 |      |
| (Standort) | Freilandstation des Mesolithikums, Werkplatz des Neolithikums.                              | D-5-6429-0107 |      |
| (Standort) | Siedlung des Neolithikums und mittelalterliche und frühneuzeitliche Befunde                 | D-5-6429-0109 |      |
| (Standort) | Siedlung des Neolithikums.                                                                  | D-5-6429-0129 |      |